# Cecilioides petitiana
Cecilioides petitiana è una specie di mollusco gasteropode terrestre polmonato della famiglia Ferussaciidae e dalle piccole dimensioni distribuito principalmente in Slovacchia.